# オンリー☆ユー 〜あなたと私の二人ぼっち計画〜
『オンリー☆ユー 〜あなたと私の二人ぼっち計画〜』（オンリーユー あなたとわたしのふたりぼっちけいかく）は、めきめきによる日本の百合漫画作品。ウェブマガジン『@vitamin』にて、2015年5月13日から2016年2月13日まで連載された。めきめきにとって初のオリジナル作品であり、商業誌で百合を冠した作品としても初であった。連載は既に終了しているが、作者曰く後の構想は溢れるほどあるといい、続編に意欲を示している。

## あらすじ
私立桐ノ園学園の新入生、都島知多子と城東よしや。入学式の日、生徒会によって学費・家賃免除をエサに呼び出された二人は、入学の儀と称して互いの左手薬指に指輪を交わす。しかし実際は、一人ぼっち危険度が高い二人を案じた学園の計らいにより、半ば強制的に対人能力更生プログラム「オンリー・ユープロジェクト」に参加させるためのものだった。彼女たちに課せられた条件は、「パートナーから半径5メートル以上離れないこと」「指輪は外さないこと」「プロジェクトは秘密にすること」の3点。彼女たちが交わした指輪は、パートナーから半径5メートル以上離れると電流が流れる「科学」の粋を集めたものだったため、入学式で会ったばかりの知多子とよしやは仕方なく同居生活を送ることに。

## 登場人物
名前は全て大阪市の行政区から取られている。
都島 知多子（みやこじま ちたこ）
本作主人公。私立桐ノ園学園1年生。妹がいる。
入学試験の際に課せられたアンケートにより、一人ぼっち危険度が高いとされた。そのため、同じく危険度が高いよしやとともに同居生活を送る羽目になる。
当初はほぼ初対面に等しいよしやとの同居生活に戸惑いを見せるも、次第に打ち解けていく。
思ったことをうまく相手に伝えられない節がある。それが原因で小学生の時に孤立した。
麻雀を打つことができ、得意役は天和。頭はあまり良くない。
城東 よしや（じょうとう よしや）
本作もう一人の主人公。私立桐ノ園学園1年生。
知多子と同じく、一人ぼっち危険度が高かった。そのため、ほぼ初対面の知多子と同居生活を送る羽目になる。
幼少期に母親からの愛情を受けなかった。その結果、性格は刺々しくなり、人をあまり近づけない雰囲気を出すようになった。
都合が悪くなるとヘッドホンをかぶって自分の世界に引きこもる癖がある。
今まで愛情をまともに受けなかった分、遠慮なく接してくれる知多子に惚れ込んでしまう。
特選黒豆を使った極上豆大福が好き。
港 海（みなと うみ）
私立桐ノ園学園1年生。知多子とよしやの同級生。料理が得意。
彼女たちのプロジェクトを知っている数少ない人物にして、自身もオンリー・ユープロジェクト参加中。
パートナーは此花小百合。海と小百合の部屋は知多子とよしやの隣。
時折乙女のやんちゃな妄想が暴走することがある。
小百合とは既に深い仲である。
此花 小百合（このはな さゆり）
私立桐ノ園学園1年生。知多子とよしやの同級生。
同じくプロジェクトを把握しており、且つ自身も参加中。パートナーは港海。
金髪碧眼のお嬢様だが少し口が悪い。
実家は裕福だがあまり愛を受けることができず、孤独な生活を送ってきた。
海とは既に深い仲である。
天王寺 美桜（てんのうじ みお）
私立桐ノ園学園生徒会長。知多子とよしやをプロジェクトに引き込んだ。
元は不良。晴明とともに自身もプロジェクトに参加している。
知多子・よしや・海・小百合の暮らすマンションの管理人も務めている。
一人称は僕。
阿倍野 晴明（あべの はるか）
私立桐ノ園学園副生徒会長。知多子とよしやをプロジェクトに引き込んだ。
不良として孤立していた美桜のパートナーとして、プロジェクトに参加中。
指輪に「科学」の力を込めた張本人。晴明が病気などで弱ると「科学」の力がなくなるため、その間だけ指輪を外せるようになる。
常に、甲に五芒星の入った白手袋を着用している。

## 書誌情報
- めきめき 『オンリー☆ユー 〜あなたと私の二人ぼっち計画〜』 KADOKAWA〈電撃コミックNEXT〉、全1巻（2016年2月27日）
  1. 2016年2月27日発売 ISBN 978-4-04-865730-3